# دارالرحمه شیراز
دارالرحمه شیراز بزرگترین آرامستان در شهر شیراز، و با راه‌اندازی در سال ۱۳۴۸، پس از گورستان ۱۲۰۰ ساله دارالسلام شیراز دومین قبرستان فعال شیراز می‌باشد.
طبق گزارش سایت دارالرحمه تا امروز حدود ۴۰۰ هزار نفر در آن به خاک سپرده شده‌اند.
این آرامستان در بزرگراه رحمت با مساحت حدود ۵۰ هکتار واقع شده‌است.
مردم شیراز برای وداع با عزیزانشان به آرامستان دارالرحمه، واقع در بلوار رحمت، مراجعه می‌کنند. پیش از آن، آرامستان دارالسلام تا سال ۱۳۵۰ فعال بود و امور کفن و دفن در آن انجام می‌شد.
سید ابوطالب کازرونیان، نماینده وقت مجلس ملی، با بررسی وضعیت موجود و تکمیل ظرفیت دارالسلام، به این نتیجه رسید که شیراز به آرامستانی جدید نیاز دارد. او با هزینه شخصی خود، سرمایه لازم را در اختیار دامادش، آقای یوسف ناجی، قرار داد و زمین دارالرحمه با مساحت حدود ۵۰ هکتار از خرده‌مالکان خریداری شد و این مجموعه با مدیریت آقای ناجی احداث گردید و به‌صورت هیئت‌امنایی اداره شد.
متأسفانه، آقای یوسف ناجی نخستین فردی بودند که در سکوی اصلی مقابل مسجد این آرامستان، به خاک سپرده شدند.عضو شورای شهر شیراز قاسم مقیمی در حال حاضر قبور در دارالرحمه شیراز چندین طبقه شده و این مکان دیگر ظرفیت دفن میت ندارد و به همین سبب راه اندازی سریع آرامستان بهشت احمدی این شهر و رفع مشکلات آن ضرورت است.

## دفن شدگان در دارالرحمه
مکان‌یابی دارالرحمه از همان روز اول اشتباه بود
رئیس هیئت‌مدیره اتحادیه آرامستان‌های کشور با اشاره به پیشرفت شهری شیراز به سمت غرب می‌گوید: شیراز یک شهر خطی است که از غرب به شرق به صورت مایل قرار گرفته و آب‌های تحت‌الارضی منطقه غرب به سمت شرق، دریاچه نمک و پلیس راه پل فسا با شیب ملایم سرازیر می‌شود و در نقطه مقابل آن، سرریز جمعیتی شهر شیراز به سمت غرب و مناطق بهشتی، صدرا و گلستان می‌رود و دلیل مستند و علمی این امر، بالا بودن آب‌های تحت‌الارضی مناطق شرقی است که بر همین اساس می‌توان گفت، مکان‌یابی آرامستان قدیم شیراز، از همان روز اول اشتباه بوده‌است.